# سيسيل باولي
سيسيل باولي (بالفرنسية: Cécile Paoli)‏ هي ممثلة فرنسية، ولدت في 1961 في فرنسا.

## وصلات خارجية
- سيسيل باولي على موقع IMDb (الإنجليزية)
- سيسيل باولي على موقع ألو سيني (الفرنسية)
- سيسيل باولي على موقع أول موفي (الإنجليزية)
- سيسيل باولي على موقع قاعدة بيانات الأفلام السويدية (السويدية)
- سيسيل باولي على موقع قاعدة بيانات الفيلم (الإنجليزية)
- سيسيل باولي على موقع كينوبويسك (الروسية)